# Bossing
Il bossing è un tipo di mobbing messo in atto da un soggetto agente non di pari grado, bensì un superiore gerarchico, in diversi contesti sociali (come ad esempio un capoufficio, un dirigente, un manager, un ufficiale nelle forze armate).

## Caratteristiche
Il bossing consiste in una forma peculiare di molestia psicologica che viene attuata tipicamente con il preciso scopo di indurre il dipendente alle dimissioni, spesso per l'impossibilità di poterlo licenziare senza dovere versare costosi incentivi all'esodo. Il bossing può concretizzarsi in modalità differenti, ma con lo scopo comune di creare un clima di tensione intollerabile attraverso atteggiamenti severi, minacce e rimproveri costanti, la revoca di benefit (a titolo d’esempio la macchina dell'azienda, il telefono cellulare…), l’abuso di strumenti di controllo e disciplina eventualmente previsti, azioni di sabotaggio, oppure affidando alla vittima compiti degradanti e dequalificanti rispetto al profilo professionale del lavoratore, finanche privandolo di opportunità di crescita personale e di carriera.
Si tratta in sostanza di una forma di persecuzione attuata attraverso una strategia di vessazioni psicologiche e disciplinari, volta a costringere il dipendente ”bersaglio” all'autolicenziamento. Le cause che portano ad una strategia di questo tipo possono essere di vario tipo, personali (come l'invidia da parte dei superiori o la paura del capo di essere superato dal dipendente), oppure organizzativi (come la necessità di ridurre o ringiovanire il personale o di diminuire le risorse umane in rami aziendali improduttivi). La ratio di questa strategia è conseguire il vantaggio di potersi liberare di un dipendente o sottoposto senza permettergli di avvalersi di tutele e senza dover sottostare alle norme e ai procedimenti, spesso lunghi e onerosi, previsti dal diritto del lavoro o da accordi sindacali, o semplicemente dalle clausole contrattuali.

## Conseguenze
Le persone soggette a bossing presentano notevoli rovesciamenti d'umore, spesso soffrono d'insonnia, perdita di fiducia in sé stessi e nelle proprie capacità sino a sviluppare depressione. Di conseguenza, si assiste ad un aumento dell'uso di psicofarmaci, alcol e sigarette. Quindi, oltre ad un grande danno psicologico, si rileva anche un danno fisico non trascurabile.

## Tipologia
A seconda dei vari contesti vi sono diversi tipi di bossing:
- job bossing, corrispondente alla classica e più diffusa forma di mobbing "dall'alto" sul posto di lavoro;
- sport bossing, praticato all'interno di una organizzazione sportiva, di solito da un allenatore, o da un direttore tecnico, che intende indurre la vittima all'autoallontanamento o più semplicemente a uno stato di soggezione;
- school bossing, praticato da un insegnante che usa sistematicamente frasi o espressioni denigratorie, atte a indurre insicurezza o colpire l'autostima, oppure mette in atto provvedimenti persecutori ingiustificati a carico di un allievo;
- military bossing, tipicamente diffuso all'interno delle forze armate e messo in atto, attraverso espressioni irriguardose e/o provvedimenti disciplinari persecutori, da un superiore a carico di uno o più subordinati;
- club bossing, praticato all'interno di società o associazioni del genere più vario (amatoriali, professionali, parrocchiali, artistiche, di beneficenza, ecc.), da membri anziani autorevoli o con ruolo dirigente a danno di membri più recenti, o comunque in posizione più debole, la cui attività o presenza non risulti gradita.

## Strategie offensive
Il fenomeno del bossing è caratterizzato da numerose strategie che servono per indurre i lavoratori di un'azienda a presentare le proprie dimissioni in modo volontario e spontaneo.

### Lalista nera
Una strategia molto diffusa sarebbe quella di far circolare una lista nera in cui vengono inseriti i nomi delle persone che non svolgono delle mansioni utili per l'impresa e quindi non sono indispensabili ma solo di intralcio. Queste liste nere vengono generalmente redatte in più copie e non sono mai rese "ufficiali", bensì cercano di mantenere una certa segretezza al riguardo dei nomi delle persone che l'azienda ha scelto di eliminare. Questa strategia provoca nel personale dell'azienda un notevole stato di stress, di tensione e di insicurezza e di conseguenza si ha un aumento di conflitti interni che realizzano lo scopo di incentivare le dimissioni dei lavoratori esasperati.

### Il demansionamento
Una seconda strategia scorretta che ha l'impresa o il datore di lavoro è quella di fornire al lavoratore degli incarichi che rappresentino per lui stesso motivo di degrado e dequalificazione, in modo che, attraverso questi compiti, lui non riesca a realizzare qualcosa di costruttivo. Quest'ultima modalità è definita "demansionamento", disciplinata nei vari ordinamenti giuridici e spesso sanzionabile. 
Potrebbe essere adottato dal datore di lavoro che voglia liberarsi legalmente di figure lavorative non più utili al disegno aziendale, perché ritenute obsolete o per altri motivi; pertanto le imprese a volte preferiscono attivare il fenomeno del bossing.

## Strategie difensive
È necessario anzitutto che il soggetto non si demoralizzi mai, ma prenda coscienza dei propri diritti di lavoratore e li difenda denunciando i fatti agli apposti organismi di tutela. È necessario inoltre che egli adotti tutte le strategie di autodifesa e di autotutela del caso per neutralizzare gli attacchi; un metodo potrebbe essere il raccogliere in modo ordinato quanto più materiale sia possibile, come ad esempio le email di lavoro, le comunicazioni interne, gli sms, acquisire registrazioni audio, come strumento di prova per dimostrare le angherie subìte e cercare di ottenere giustizia.

## Tutela legislativa
Non tutti gli ordinamenti giuridici si sono dotati di una normativa specifica sul mobbing "dall'alto", o bossing, e spesso la legge o gli accordi sindacali prevedono i relativi strumenti e procedure operative a tutela di chi ne è vittima. La letteratura giuridica sull'argomento è ormai sufficientemente vasta ed articolata, e anche la casistica comincia ad essere studiata dal punto di vista giuridico e psicosociologico con una certa sistematicità.
Spesso però risulta molto difficile dimostrare di essere vittime di tali attività, perché si tratta di una zona dove le persone senza scrupoli né morale si muovono indisturbati, sicuri di non essere mai colpiti dalla legge proprio perché si tratta di fatti che moltissimi individui subiscono, ma che poi la grande maggioranza di essi non denuncia.